# Johan Erik Ekelundh
Johan Erik Ekelundh, född 21 september 1819 i Vallby församling, Uppsala län, död 13 december 1867 i Bollnäs församling, Gävleborgs län, var en svensk präst och politiker.
Ekelundh var kyrkoherde i Hudiksvalls församling och Idenors församling samt slutligen i Bollnäs församling. Han var ledamot i prästeståndet i Uppsala stift vid ståndsriksdagen 1865–1866.